# جون ر. دين جونيور
جون ر. دين جونيور (بالإنجليزية: John R. Deane, Jr.)‏ هو ضابط أمريكي، ولد في 8 يونيو 1919 في سان فرانسيسكو في الولايات المتحدة، وتوفي في 18 يوليو 2013 في بانجور في الولايات المتحدة.